# Corpus oral
En linguistique, un corpus oral est un corpus constitué de transcriptions de données orales. 